# ماکسیم بوسیس
ماکسیم بوسیس (به فرانسوی: Maxime Bossis) بازیکن فوتبال و مدافع اهل فرانسه است که از سال ۱۹۷۶ تا ۱۹۸۶ میلادی عضو تیم ملی فوتبال فرانسه بوده‌است. وی در ۷۶ بازی ملی حضور داشته است و در بازی‌های ملی‌اش ۱ گل به ثمر رساند.